# Red Aces
Die Red Aces (dt. übersetzt: Rote Asse) sind neben den Blue Diamonds eine Kunstflugstaffel der 7. Taktischen Squadron der philippinischen Luftwaffe.

## Geschichte
1971 wurden im Auftrag des Brigadegenerals Jose L. Rancudo zwei Kunstflugteams aufgestellt. Die beiden Teams wurden von den jeweiligen Staffeln gebildet: der 6. Tactical Fighter Squadron (Cobras) und der 7. Tactical Fighter Squadron (Bulldogs). So wurden die „Blue Diamonds“-Kunstflugstaffel der 6. Tactical Fighter Squadron und die „Red Aces“-Kunstflugstaffel der 7. Tactical Fighter Squadron gegründet. Nach ihrem erfolgreichen Auftritt in der Luftfahrt-Woche am Ninoy Aquino International Airport in Manila kamen Tausende Menschen nach Pangasinan, wo das Team beim Pfadfinder-Jamboree Eine Vorführung boten. Das Team setzte erst North American F-86 Saber Jets ein. Mit dem Ende des Einsatzes der Vought F-8H Crusader wurden die Red Aces vorübergehend im Jahr 1974 aufgelöst. Als 1996 die Alenia Aermacchi M-345 zur Verfügung standen, wurde das Team reaktiviert. Heute, neu organisiert, ist das Team sehr gefragt. Bei mehreren Gelegenheiten wurde es die Hauptattraktion des internationalen Heissluft-Ballon-Festivals an der Clark Air Base, Pampanga.

## Zusammenführung mit den Golden Sabres
Mit dem Einsatz der Vought F-8H Crusader und der Außerdienststellung der North American F-86 Saber wurden die Red Aces im Jahr 1974 vorübergehend aufgelöst. Das Team wurde mit dem „Golden Sabres“-Team fusioniert und in „Sabres“-Kunstflugstaffel umbenannt. Die „Red Aces“ wurden im Jahre 1996 wieder aufgebaut, diesmal mit fünf Alenia Aermacchi M-345.

## Manöver
- The calypso
- Shackle turn
- Upward bomb burst
- Opposing knife edge
- Whifferdil
- Loop
- Dirty pass
- Barrel roll
- Corkscrew
- Downward bomb burst